# Grand rhombihexaèdre
En géométrie, le grand rhombihexaèdre est un polyèdre uniforme non-convexe, indexé sous le nom U21.
Il partage son arrangement de sommet avec le cube tronqué convexe. Il partage, de plus, ses arêtes avec le grand rhombicuboctaèdre uniforme.